# Südhafen Walsum
Der Südhafen Walsum gehört neben den Nordhafen Walsum und den Werkshafen Schwelgern zu den drei großen privaten Duisburger Kohle- und Hüttenhäfen nördlich der Ruhr und liegt in Walsum am Niederrhein rechtsrheinisch. Er ist einer der nördlichsten Häfen auf dem Gebiet der Stadt Duisburg und gehört heute als Teil der Eisenbahn und Häfen zu ThyssenKrupp.

## Geschichte
1903–1905 wurde der Rheinhafen der Gute-Hoffnungs-Hütte Oberhausen als Werkshafen gebaut und 1922 durch ein zweites Hafenbecken erweitert.
Eine Werksbahn verband bis 1994 den Hafen mit dem Chemiewerk in Sterkrade, den Bergwerken und bis 1980 mit der Gutehoffnungshütte in Oberhausen und die Grubenanschlussbahn bis 2005 die Bergwerke Lohberg (bis 2005), Wehofen (bis 1933) und Friedrich Thyssen (bis 1976).
1901 stellte die Gutehoffnungshütte Oberhausen den Antrag auf den Bau des Hafens, der in zwei Stufen ausgebaut wurde. 1904/05 entstand das Verladeufer am Rhein und das dahinter liegende Hafenbecken. In den Jahren 1912 bis 1920 verlängerte man die Kaianlage um 120 m und fügte östlich des bestehenden Hafenbeckens ein zweites Hafenbecken hinzu. Der Plan, der die Situation nach dem Zweiten Weltkrieg darstellt, weist die östliche Freifläche als Erz-, die Fläche zwischen dem I. und dem II. Hafenbecken als Kohlenlagerplatz aus.
Elektrische Kranbrücken überspannten jeweils eine Freifläche von einem Verladeufer zum anderen. Der Hafen mit Bahnanschluss und elektrische betriebenen Umschlagsanlagen diente sowohl der Erzanfuhr für den Hochofenbetrieb als auch dem Versand von Eisen- und Stahlprodukten der Gutehoffnungshütte, der auch die benachbarte Schiffswerft gehörte. Die Mauern des hochwassersicheren Rheinkais wurden in Massivbauweise gegründet. Die Kais der Hafenbecken bestanden aus quadratischen Senkbrunnen mit Zwischengewölben.
Die Rheinwerft Walsum der Gutehoffnungs-Hütte, die die leistungsfähigste Werft in Europa im Bau von Binnenschiffen war, befand sich auch in unmittelbarer Nähe des Hafens. 1982 wurde die Werft stillgelegt.
1962 entstand in der Nähe des Hafens ein von Haindl Papier errichtetes neues Werk für gestrichene Druckpapiere in Duisburg-Walsum.
Es kam dann später von Haindl an den norwegischen Papierkonzern Norske Skog und
produzierte LWC-Papiere.
Am 5. Juni 2015 kündigte der Konzern an, das Werk zu schließen. Die Geschäftsleitung stellte noch am gleichen Tag einen Insolvenzantrag.
Ende 2016 wurde der Abwicklungsgeschäftsbetrieb eingestellt
und das Betriebsgelände an die Duisburger Hafengesellschaft Duisport verkauft.
Überwog lange Zeit die Einfuhr an Massengüter die Ausfuhr, so dient der Hafen, der sowohl von Rhein-See-Schiffen als auch von kleinen französischen und belgischen hochseetauglichen Motorschiffen angelaufen wird, heute vorwiegend der Ausfuhr. Für den Umschlag empfindlicher Stahlprodukte bei jedem Wetter verfügt der Hafen heute im Becken I über eine Halle.
Es werden circa zwei Millionen Tonnen Waren pro Jahr umgeschlagen, überwiegend nässeempfindliche Fertigprodukte der Stahlindustrie.
Derzeit wird im Südhafen Walsum in Duisburg die alte Kaianlage saniert, um sie für die Zukunft zu ertüchtigen. Die ThyssenKrupp Stahl AG will hier in naher Zukunft mit einem neuen Brammenlager mehr als 250.000 Tonnen Stahlbrammen aus dem neuen Werk in Brasilien umschlagen und zwischenlagern. Die Stahlbrammen werden auf dem Schiffsweg angeliefert, mit Transportmaschinen weitergeleitet und anschließend mit Gabelstaplern auf dem Lagerplatz bis zu einer Höhe von 2,60 m gestapelt, bevor sie an die Werke verteilt werden.